# Шульце, Готлоб Эрнст
Готлоб Эрнст Шульце, также известный по прозвищу Энезидем (нем. Gottlob Ernst Schulze; 23 августа 1761, Хельдрунген, Тюрингия — 14 января 1833, Гёттинген) — немецкий философ

, профессор.

## Биография
Учился в Виттенберге, с 1788 года был профессором философии в Гельмштедте, а с 1810 года — в Геттингенском университете.
Имеет значение в истории философии благодаря сочинению «Aenesidemus oder über die Fundamente der von Professor Reinhold gelieferten Elementarphilosophie, nebst einer Verteidigung des Scepticismus gegen die Anmassungen der Vernunftkritik» (1792). В этом сочинении, благодаря которому автор получил прозвище «Энезидем», содержится критика не только философии Рейнгольда, но и некоторых основных положений «Критики чистого разума» Канта. Шульце обращает главное внимание на закон причинности и вместе с Юмом отрицает объективное его значение.
Если рассматривать сознание как источник представлений или, наоборот, видеть в предметах причину возникновения в сознании представлений, то в обоих случаях понятию причинности придается объективное значение; чтобы быть последовательным, Кант должен был отрицать существование предметов. На почве критической философии переход от мышления к бытию невозможен. Вполне неудовлетворителен и взгляд Канта на познание, как состоящее из данного опытом содержания и априорной формы. Сочинение Шульце сохраняет свое значение и до настоящего времени, как критика Кантовой философии. Сам Шульце вовсе не имел в виду более глубокого обоснования скепсиса: это видно из его позднейших сочинений, в которых он приближается к точке зрения Якоби.
Готлоб Эрнст Шульце умер 14 января 1833 года в городе Гёттингене.